# Comuna de Chojnice
Chojnice (polaco: Gmina Chojnice) é uma gminy (comuna) na Polónia, na voivodia de Pomerânia e no condado de Chojnicki. A sede do condado é a cidade de Chojnice.
De acordo com os censos de 2004, a comuna tem 15 758 habitantes, com uma densidade 34,4 hab/km².

## Área
Estende-se por uma área de 458,34 km², incluindo:
- área agricola: 49%
- área florestal: 38%

## Demografia
Dados de 30 de Junho 2004:
|                      | Total   | Total | Mulheres | Mulheres | Homens  | Homens |
| -------------------- | ------- | ----- | -------- | -------- | ------- | ------ |
|                      | pessoas | %     | pessoas  | %        | pessoas | %      |
| População            | 15 758  | 100   | 7777     | 49,4     | 7981    | 50,6   |
| Densidade (pop./km²) | 34,4    | 100   | 17       | 17       | 17,4    | 17,4   |

De acordo com dados de 2002, o rendimento médio per capita ascendia a 1274,77 zł.

## Comunas vizinhas
- Brusy, Czersk, Człuchów, Kamień Krajeński, Kęsowo, Konarzyny, Lipnica, Tuchola